# Кільцева пилка

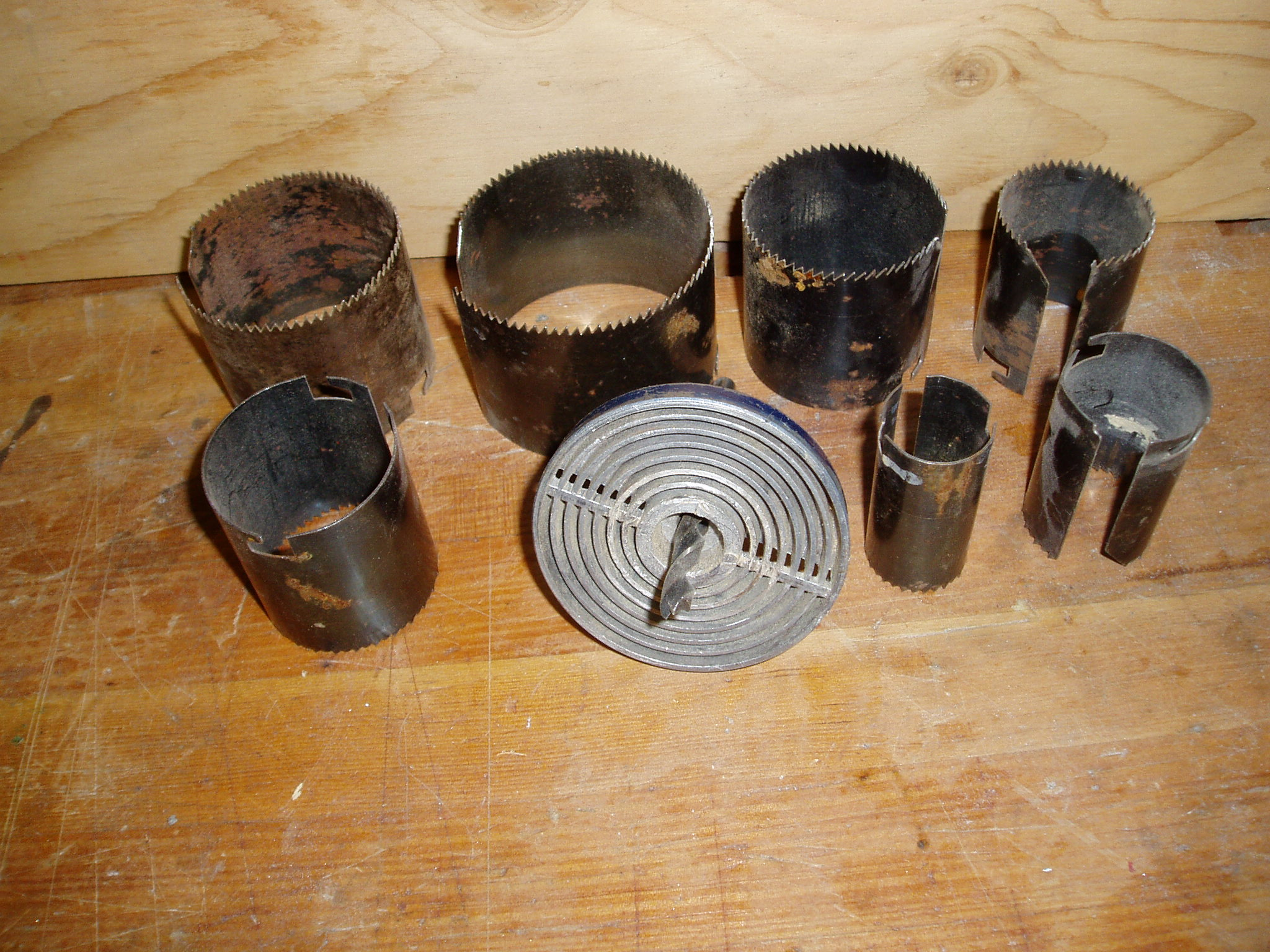
Кільцева пилка з ріжучими стрічками різного діаметра

Кільцева пилка — різновид пилки, за допомогою якої можна пиляти круглі отвори обмеженої глибини.
Часто вона використовується з допомогою дрилі.
Кільцева пилка ефективна при свердлінні наскрізних отворів, оскільки зрізається лише невеликий обсяг матеріалу по периметру. При створенні глухих отворів на відміну від свердла Форстнера необхідно додатково видаляти, наприклад долотом або стамескою, матеріал в центрі отвору.